# ويد مورتون
ويد مورتون (بالإنجليزية: Wade Morton)‏ هو مهندس أمريكي، ولد في 19 مارس 1889، وتوفي في مارس 1935.

## روابط خارجية
- ويد مورتون على موقع DriverDB.com (الإنجليزية)